# László Klinga
László Klinga (Jánossomorja, Hungría, 9 de julio de 1947) es un deportista húngaro retirado especialista en lucha libre olímpica donde llegó a ser medallista de bronce olímpico en Múnich 1972.

## Carrera deportiva
En los Juegos Olímpicos de 1972 celebrados en Múnich ganó la medalla de bronce en lucha libre olímpica de pesos de hasta 57 kg, tras el luchador japonés Hideaki Yanagida (oro) y el estadounidense Richard Sanders (plata).